# Палмер (Аляска)
Палмер (англ. Palmer) — місто (англ. city) в США, адміністративний центр округу Матануска-Сусітна штату Аляска. Населення — 5888 осіб (2020).
У місті розташована штаб-квартира — центру попередження про цунамі, що насуваються на західне узбережжя Північної Америки.

## Географія
Палмер розташований за координатами 61°35′51″ пн. ш. 149°6′53″ зх. д. / 61.59750° пн. ш. 149.11472° зх. д. (61.597369, -149.114763).  За даними Бюро перепису населення США в 2010 році місто мало площу 13,35 км², уся площа — суходіл.

### Клімат
| Клімат : Палмер                                                   | Клімат : Палмер | Клімат : Палмер | Клімат : Палмер | Клімат : Палмер | Клімат : Палмер | Клімат : Палмер | Клімат : Палмер | Клімат : Палмер | Клімат : Палмер | Клімат : Палмер | Клімат : Палмер | Клімат : Палмер | Клімат : Палмер |
| Показник                                                          | Січ.            | Лют.            | Бер.            | Квіт.           | Трав.           | Черв.           | Лип.            | Серп.           | Вер.            | Жовт.           | Лист.           | Груд.           | Рік             |
| Абсолютний максимум, °C                                           | 11,1            | 12,2            | 13,3            | 24,4            | 27,2            | 30,6            | 30,0            | 29,4            | 22,8            | 18,9            | 15,0            | 12,2            | 30,6            |
| Середній максимум, °C                                             | −5              | −2,4            | 1,6             | 8,4             | 14,9            | 18,4            | 19,0            | 18,1            | 13,2            | 5,1             | −2,4            | −3,7            | 7,1             |
| Середній мінімум, °C                                              | −13,1           | −11             | −7,6            | −1,7            | 3,9             | 7,9             | 10,2            | 8,8             | 4,4             | −2,5            | −10,3           | −11,7           | −1,8            |
| Абсолютний мінімум, °C                                            | −38,3           | −35,6           | −39,4           | −22,2           | −9,4            | 0,6             | 2,2             | −3,3            | −9,4            | −22,2           | −32,2           | −38,9           | −39,4           |
| Норма опадів, мм                                                  | 22              | 21              | 10              | 4               | 14              | 11              | 42              | 60              | 42              | 28              | 15              | 31              | 300             |
| Днів з опадами                                                    | 4,8             | 5,0             | 4,5             | 3,8             | 6,8             | 7,4             | 12,1            | 13,1            | 10,4            | 7,8             | 5,7             | 5,8             | 87,2            |
| ----------------------------------------------------------------- | --------------- | --------------- | --------------- | --------------- | --------------- | --------------- | --------------- | --------------- | --------------- | --------------- | --------------- | --------------- | --------------- |
| Джерело: NOAA (1981–2010 normals), The Weather Channel (extremes) |                 |                 |                 |                 |                 |                 |                 |                 |                 |                 |                 |                 |                 |

## Демографія
Згідно з переписом 2010 року, у місті мешкало 5937 осіб у 2113 домогосподарствах у складі 1337 родин. Густота населення становила 445 осіб/км².  Було 2281 помешкання (171/км²).
Расовий склад населення:
| - 79,1 % — білих - 9,2 % — корінних американців - 1,8 % — чорних або афроамериканців - 1,1 % — азіатів - 0,4 % — вихідців з тихоокеанських островів |

До двох чи більше рас належало 7,6 %. Частка іспаномовних становила 4,6 % від усіх жителів.
За віковим діапазоном населення розподілялося таким чином: 29,3 % — особи молодші 18 років, 61,1 % — особи у віці 18—64 років, 9,6 % — особи у віці 65 років та старші. Медіана віку мешканця становила 30,1 року. На 100 осіб жіночої статі у місті припадало 97,8 чоловіків;  на 100 жінок у віці від 18 років та старших — 95,3 чоловіків також старших 18 років.
Середній дохід на одне домашнє господарство  становив 73 063 долари США (медіана — 61 797), а середній дохід на одну сім'ю — 83 940 доларів (медіана — 72 059). Медіана доходів становила 56 645 доларів для чоловіків та 40 428 доларів для жінок. За межею бідності перебувало 11,5 % осіб, у тому числі 14,0 % дітей у віці до 18 років та 6,9 % осіб у віці 65 років та старших.
Цивільне працевлаштоване населення становило 2734 особи. Основні галузі зайнятості: освіта, охорона здоров'я та соціальна допомога — 21,0 %, роздрібна торгівля — 15,9 %, публічна адміністрація — 11,0 %, мистецтво, розваги та відпочинок — 10,0 %.